# Camouflage
Camouflage [kamufláž] je německé synth-popové trio, sestávající z hlavního zpěváka Marcuse Meyna (* 2. května 1966), Heiko Maile a Olivera Kreyssiga. Jejich jediným hitem na Billboard Hot 100 bylo „The Great Commandment“, které v roce 1988 získalo 59. místo a bylo tři týdny na 1. místě v americkém tanečním žebříčku. V roce 1989 měli také další dva menší hity. V březnu 1988 bylo vydáno jejich debutové album Voices & Images. Singl Love Is A Shield zůstal v německých žebříčcích déle než šest měsíců. V roce 1997 společnost Sony Music a Polydor vydala kompilaci minulých hitů s názvem We Stroke The Flames a limitovanou edici singlů s dříve vydanými mixy „Suspicious Love“, „Handsome“ a „Love Is A Shield“. Dne 19. prosince 2014 byly zveřejněny podrobnosti o novém albu Greyscale, které vyšlo 6. března 2015 v Německu a 27. března pro další země.